# Luriculus castor
Luriculus castor is een platworm (Platyhelminthes). De worm is tweeslachtig. De soort leeft in het zoute water.
Het geslacht Luriculus, waarin de platworm wordt geplaatst, wordt tot de familie Luridae gerekend. De wetenschappelijke naam van de soort werd voor het eerst geldig gepubliceerd in 1990 door Sterrer & Rieger.